# 林俊憲
林 俊憲（りん しゅんけん、リン ジュンシエン、1965年〈民国54年〉3月7日 - ）は、中華民国（台湾）の政治家。民主進歩党所属の立法委員。

## 経歴
1998年の台南市議員選挙に出馬し、最高得票数で初当選した。その後再選され、3期務める。
2010年、台南市長選挙で頼清徳の選挙対策幹事を務めた。
2012年、台南市第四選挙区の党内予備選挙で許添財に僅差で敗れた。
2016年の第9回立法委員選挙では台南市第四選挙区から出馬し、10万票以上の得票数で初当選した。
2020年の第10回立法委員選挙では、選挙区再編により台南市第五選挙区から出馬し、再び10万票以上の得票数で再選された。
2024年の第11回立法委員選挙では、全国最高の76.54%で国民党候補を破り、再選に成功した。

## 選挙記録
| 年度 | 選挙                 | 選挙区           | 所属政党   | 得票数  | 得票率 | 当選           | 注釈 |
| ---- | -------------------- | ---------------- | ---------- | ------- | ------ | -------------- | ---- |
| 1998 | 第14回台南市議員選挙 | 第三選挙区       | 民主進歩党 | 7,477   | 21.72% |                |      |
| 2002 | 第15回台南市議員選挙 | 第三選挙区       | 民主進歩党 | 4,408   | 16.09% |                |      |
| 2005 | 第16回台南市議員選挙 | 第三選挙区       | 民主進歩党 | 7,087   | 19.87% |                |      |
| 2016 | 第9回立法委員選挙    | 台南市第四選挙区 | 民主進歩党 | 117,302 | 58.90% |                |      |
| 2020 | 第10回立法委員選挙   | 台南市第五選挙区 | 民主進歩党 | 110,547 | 55.41% | 選挙区再編     |      |
| 2024 | 第11回立法委員選挙   | 台南市第五選挙区 | 民主進歩党 | 126,248 | 76.54% | 全国最高得票率 |      |